# Xã North Versailles, Quận Allegheny, Pennsylvania
Xã North Versailles (tiếng Anh: North Versailles Township) là một xã thuộc quận Allegheny, tiểu bang Pennsylvania, Hoa Kỳ. Năm 2010, dân số của xã này là 10.229 người.